# Ardán
Santa María de Ardán es una parroquia situada en el municipio de Marín. Según el INE, en 2024 contaba con 1 513 habitantes (715 hombres y 798 mujeres), lo que la convierte en la cuarta parroquia de Marín por población, tras Santa María del Puerto, San Julián y Seijo. Cuenta con doce entidades poblacionales. En el término de la parroquia se encuentran la Isla de San Clemente (que cuenta con un castro de la Edad del Hierro), la playa del Santo y la parte correspondiente de Marín de la playa de Lapamán. El día grande de la parroquia es el 8 de septiembre, y la fiesta de San Roque, el 9 de septiembre.

## Galería de imágenes

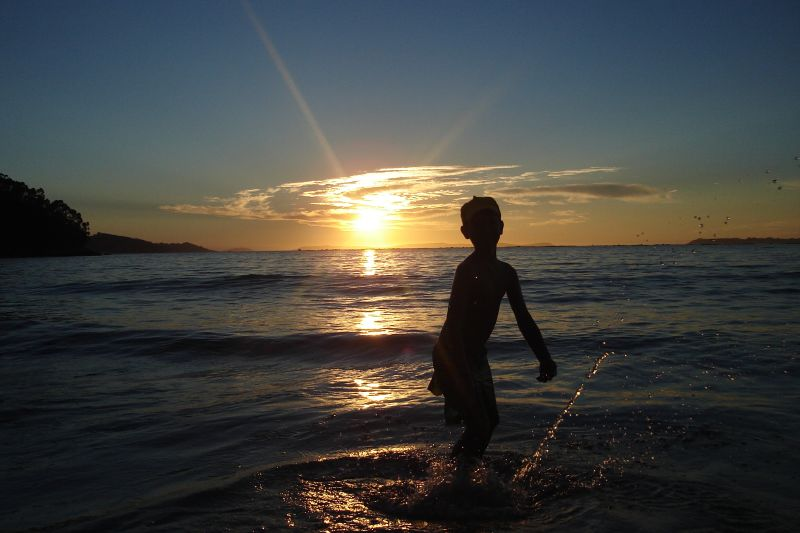
Playa de Lapamán en el término de Ardán
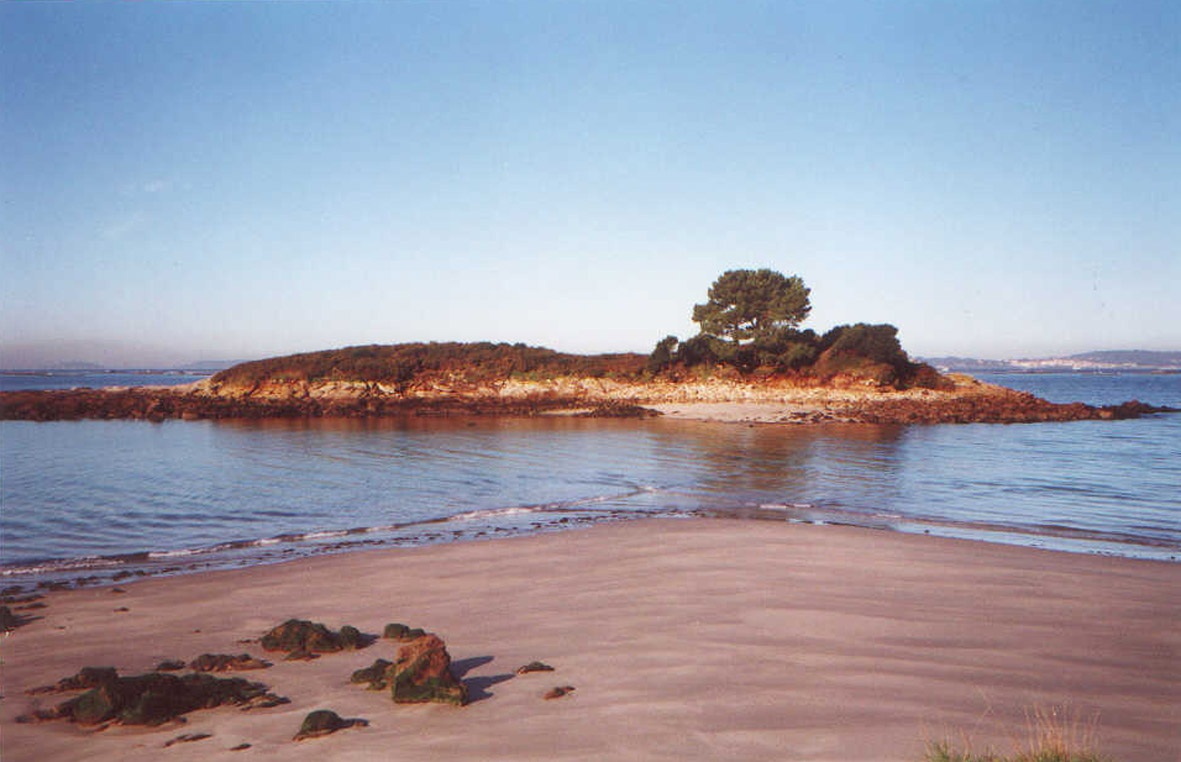
Playa e Isla del Santo